# 浜益岳
浜益岳（はまますだけ）は、北海道の石狩市浜益区と増毛郡増毛町の2市町にまたがる標高1,257.8mの山である。山頂には一等三角点「浜益岳」が設置されている。北海道の百名山に選定された山の一つである。

## 概要
増毛山地北部の暑寒別山地の一方で、暑寒別岳から群別岳を経て北西に連なる。さらに西北西には浜益と増毛を結ぶ重要な交易路であった増毛山道が横断する浜益御殿が位置する。
山名である「浜益」の由来は定かではないがアイヌ語の「アマ・マスケ（穀物（雑穀）・煮る）」や、かつての浜益では「ヘロク・カル・シ・イ（ニシンを・とる・いつもする・処）」と呼ばれ、「ニシンがたくさんとれる所マシケ（多過ぎる）」と言われた。やがて浜益にマシケ場所が設置されたが現在の増毛に移転したことからこの場所は「浜マシケ」と呼ばれ、それが「浜益」に転じたとされる。

## 登山
浜益岳への登山道は存在しないが、浜益御殿までは「増毛山道の会」によって復元された増毛山道により夏季でも登ることができるものの、浜益岳までの稜線は藪に埋もれるため基本的に残雪期に登られる。なお増毛山道は自然・歴史的価値の保護から一般の解放はされていないため無断での入山は自己責任である。